# Neanthes sexoculata
Neanthes sexoculata är en ringmaskart som beskrevs av Cantone 1990. Neanthes sexoculata ingår i släktet Neanthes och familjen Nereididae. Inga underarter finns listade i Catalogue of Life.